# Бадия-и-Кутчет, Мария
Мари́я Ба́дия-и-Ку́тчет (исп. Maria Badia i Cutchet; род. 13 мая 1947, Сан-Кирзе-дель-Вальес, провинция Барселона) — испанский и каталонский политик. Депутат Европейского парламента от Испании, член комитета по культуре и образованию.

## Биография
Мария Бадия-и-Кутчет изучала английскую филологию в Барселонском автономном университете и работала преподавателем английского языка в начальной школе Сабаделя до 1984 года. В 1985—1994 годах работала координатором в первом секретариате Социалистической партии Каталонии и ИСРП. Впоследствии получила должность координатора по международным связям ИСРП, а в 1996 году возглавила секретариат председателя парламента Каталонии. В 2000 году была избрана в правление Партии социалистов Каталонии и работала секретарём по вопросам европейской и международной политики.
В 2004 году Бадия-и-Кутчет была избрана в Европейский парламент и затем успешно была переизбрана в 2009 году, возглавив список Партии социалистов Каталонии.